# Tina Thompson
Tina Thompson (n. 10 februarie 1975, Los Angeles, California, SUA) este o baschetbalistă americană, medaliată olimpică. A participat la 2 ediții ale Jocurilor Olimpice (2004, 2008) în care a câștigat două medalii de aur.